# Manuel Schmid (Fußballspieler)
Manuel Schmid (* 23. August 1981) ist ein österreichischer Fußballspieler.

## Karriere
Schmid begann seine Karriere bei seinem Heimatverein FC Reith aus Reith bei Kitzbühel sowie beim FC Kitzbühel. Der erste größere Klub war der FC Kufstein. 2003 wechselte er in die Erste Liga in die Steiermark zur Kapfenberger SV.
2005 ging Manuel Schmid zum SCR Altach, mit dem er 2006 in die Bundesliga aufstieg. Im Sommer 2008 entschied er sich für einen Wechsel zurück in die Erste Liga zum FC Wacker Innsbruck. Nach nur einem Jahr in Tirol ging es zurück in die Steiermark und Schmid unterschrieb wiederum bei der Kapfenberger SV, welche in der Saison 2009/10 in der Bundesliga spielte. Derzeit (September 2012) spielt Manuel Schmid in der Tiroler Liga für den FC Kitzbühel.